# Malimbus ibadanensis
Ибадански малимбус (Malimbus ibadanensis) е вид птица от семейството на тъкачите Ploceidae. Видът е застрашен от изчезване.

## Разпространение
Видът е разпространен в Нигерия и съседен Камерун.